# سن-پاتریس-دو-بوریواژ، کبک
سن-پاتریس-دو-بوریواژ (به فرانسوی: Saint-Patrice-de-Beaurivage) شهری در منطقه شهری لوتبینییر ناحیه شودییر-آپالاش در استان کبک کانادا است. در سرشماری سال ۲۰۱۱ این شهر ۱٬۱۶۰ نفر جمعیت داشته‌است و مساحت آن ۸۶٫۱۸ کیلومتر مربع است.